# Geallieerde leiders van de Tweede Wereldoorlog
De geallieerde leiders van de Tweede Wereldoorlog bestaan uit de belangrijkste en invloedrijkste politieke en militaire leiders uit dat tijdperk. Door de totale oorlog die werd gevoerd werden zij de belangrijkste gezichten van de landen die zij vertegenwoordigden.

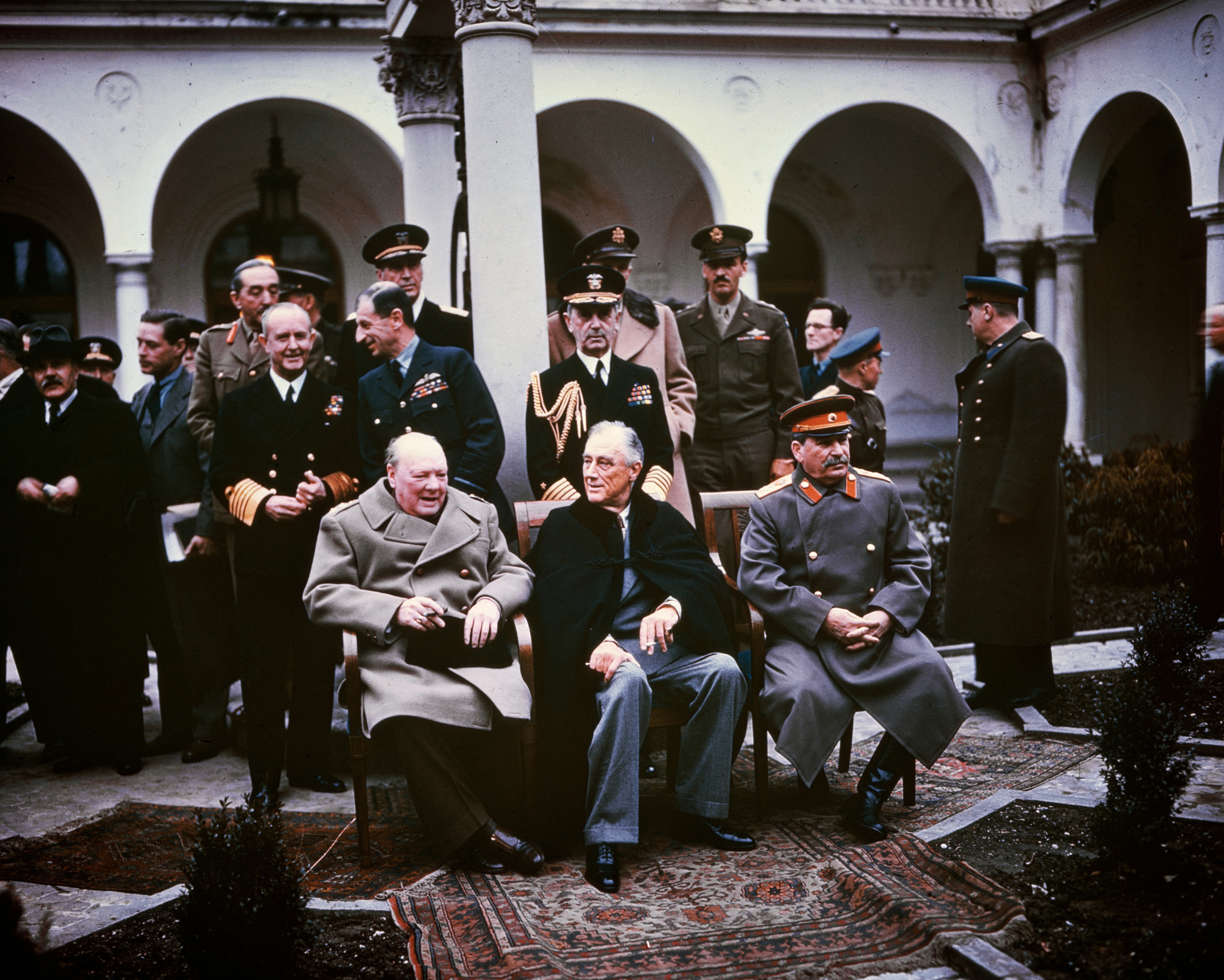
De Grote Drie: Winston Churchill, Franklin D. Roosevelt en Jozef Stalin. Dit waren de belangrijkste geallieerde leiders van de Tweede Wereldoorlog.

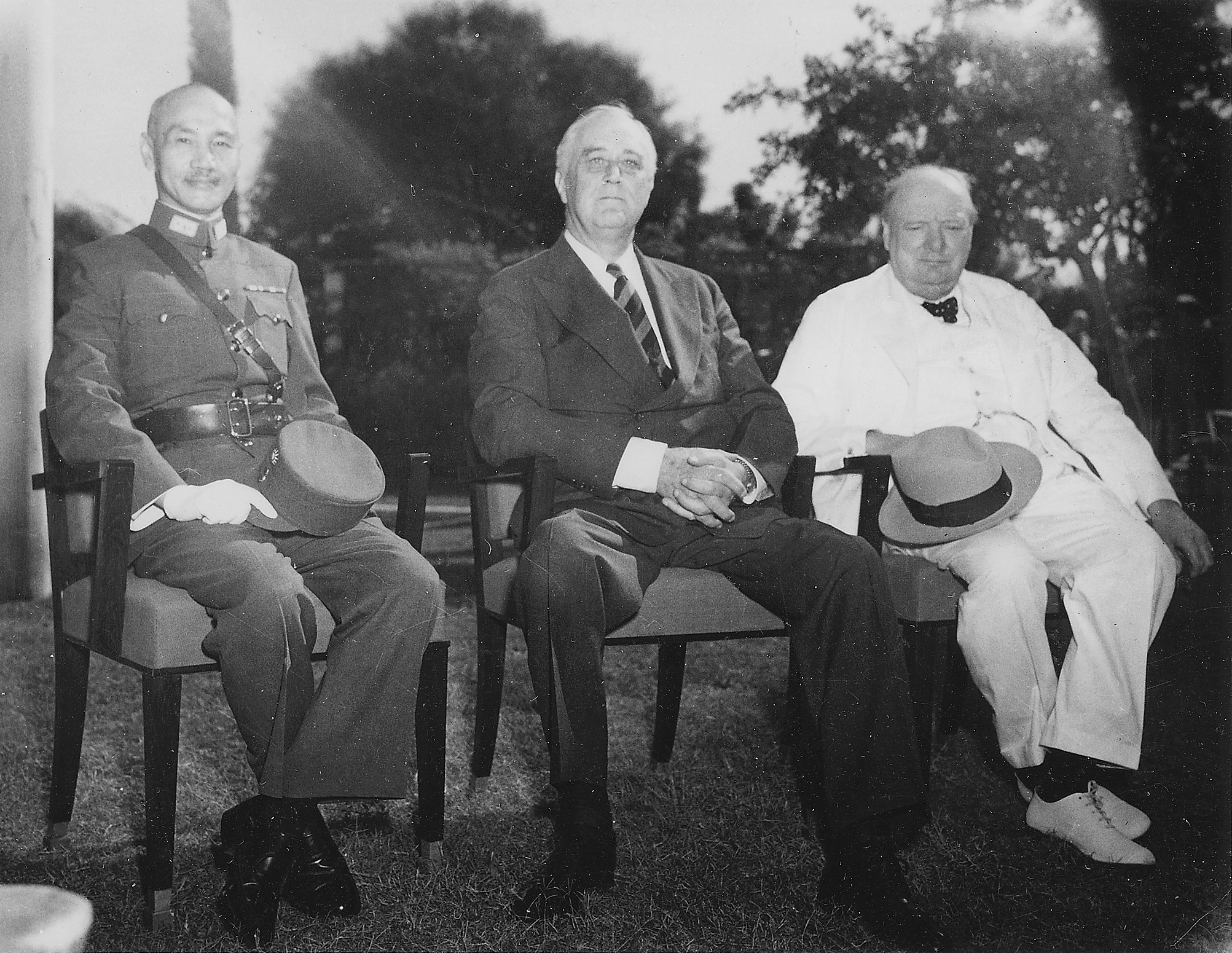
Chiang Kai-shek, Franklin Delano Roosevelt en Winston Churchill in Conferentie van Caïro op 25 november 1943.

## Koninkrijk België
- Leopold III van België regeerde als Koning der Belgen van 1934 tot 1951. Leopold stimuleerde de opbouw van de verdediging van zijn land, zodat een tweede invasie van Duitsland zich niet zou herhalen. Toen nazi-Duitsland toch zijn land binnenviel, werd hij opperbevelhebber van de Belgische strijdkrachten en verdedigde zijn land totdat hij zich overgaf op 28 mei. In tegenstelling tot zijn kabinet week hij niet uit naar Londen en bleef in nazigevangenschap tot het einde van de oorlog. Het kabinet in Londen vergaf hem dit niet en erkende hem niet meer als leider van het volk.
- Hubert Pierlot was de Belgische premier voor en na de invasie en bleef de politieke leider in Londen. Hij bleef tot aan het eind van de oorlog premier en vormde samen met de gevluchte Belgische legerleiding de militaire 'Vrije Belgen'.
- Victor Van Strydonck de Burkel was een Belgische generaal die het leger in de 1e Belgische Militaire Zone commandeerde. Hij vluchtte naar Engeland, waar hij als leider van de Vrije Belgen dit opnieuw opbouwde. Hij werd later na D-Day chef van de militaire missie bij SHAEF.

## Brazilië
- Getúlio Vargas was president van Brazilië tussen 1930 en 1945. Ondanks zijn fascistische politiek, Estado Novo, koos hij onder binnenlandse en buitenlandse druk toch voor de geallieerden in 1942. Al vrij snel werd het Braziliaanse Expeditieleger opgericht en het vocht in 1944 in Italië.
- Mascarenhas de Morais was de generaal van dit Braziliaans expeditieleger. In 1944 kwam het in actie in Italië tot aan de overgave van alle Aslegers in Italië. Aan het einde van de oorlog kreeg hij de rang veldmaarschalk.

## Brits Gemenebest
- Koning George VI van het Verenigd Koninkrijk was het hoofd van het Britse Gemenebest. Hij was het symbool van nationale unie tussen deze landen, ondanks zijn symbolische rol. Hij bezocht samen met leden van de koninklijke familie de bevolking en de fabrieken en legers, om die zo een hart onder de riem te steken. Enkele familieleden dienden in verschillende functies in het leger.

### Australië
- Robert Menzies, de 12e premier van Australië, was leider van dit land tussen 1939 en 1941. Hij schaarde zich achter de oorlogsverklaring van Engeland en Frankrijk op 3 september 1939. Deze verklaring leidde tot gemengde gevoelens, want het land was de Eerste Wereldoorlog en de gevolgen hiervan niet vergeten. In de verkiezingen van 1940 kon hij nog maar net winnen en in 1941 verloor hij alle hulp van de leiders van de nationale regering en werd vervangen door premier Fadden. Deze werd in de daaropvolgende verkiezing verslagen door John Curtin.
- John Curtin was de 13e premier van Australië. Hij werkte nauw samen met Pacifisch commandant Douglas MacArthur en leende delen van het Australische leger uit aan de geallieerden zodat deze op verschillende fronten konden worden ingezet. In die tijd was er ook spanning rond de Japanse plannen om Australië te veroveren. Drastische maatregelen voorkwamen dit. Vroegere vrienden van Curtin waren tegen enkele maatregelen, zoals de verordening om milities buiten Australië te laten vechten. Deze bittere strijd tussen links en midden eisten een hoop van Curtins gezondheid en hij stierf op 5 juli 1945, een maand voor het einde van WOII in Azië.
- Thomas Blamey was de opperbevelhebber van Australische troepen gedurende de Tweede Wereldoorlog. Hij was de enige Australische veldmaarschalk en tekende de overgavedocumenten van Japan uit naam van Australië.

### Canada
- William Lyon Mackenzie King
- Harry Crerar
- Guy Simonds
- Andrew McNaughton

### Newfoundland
- Sir Humphrey Walwyn

### Nieuw-Zeeland
- Michael Joseph Savage
- Peter Fraser
- Bernard Freyberg
- Gusap Herber

### Unie van Zuid-Afrika
- Jan Smuts
- George Brink
- Isaac Pierre de Villiers

### Verenigd Koninkrijk
- Neville Chamberlain

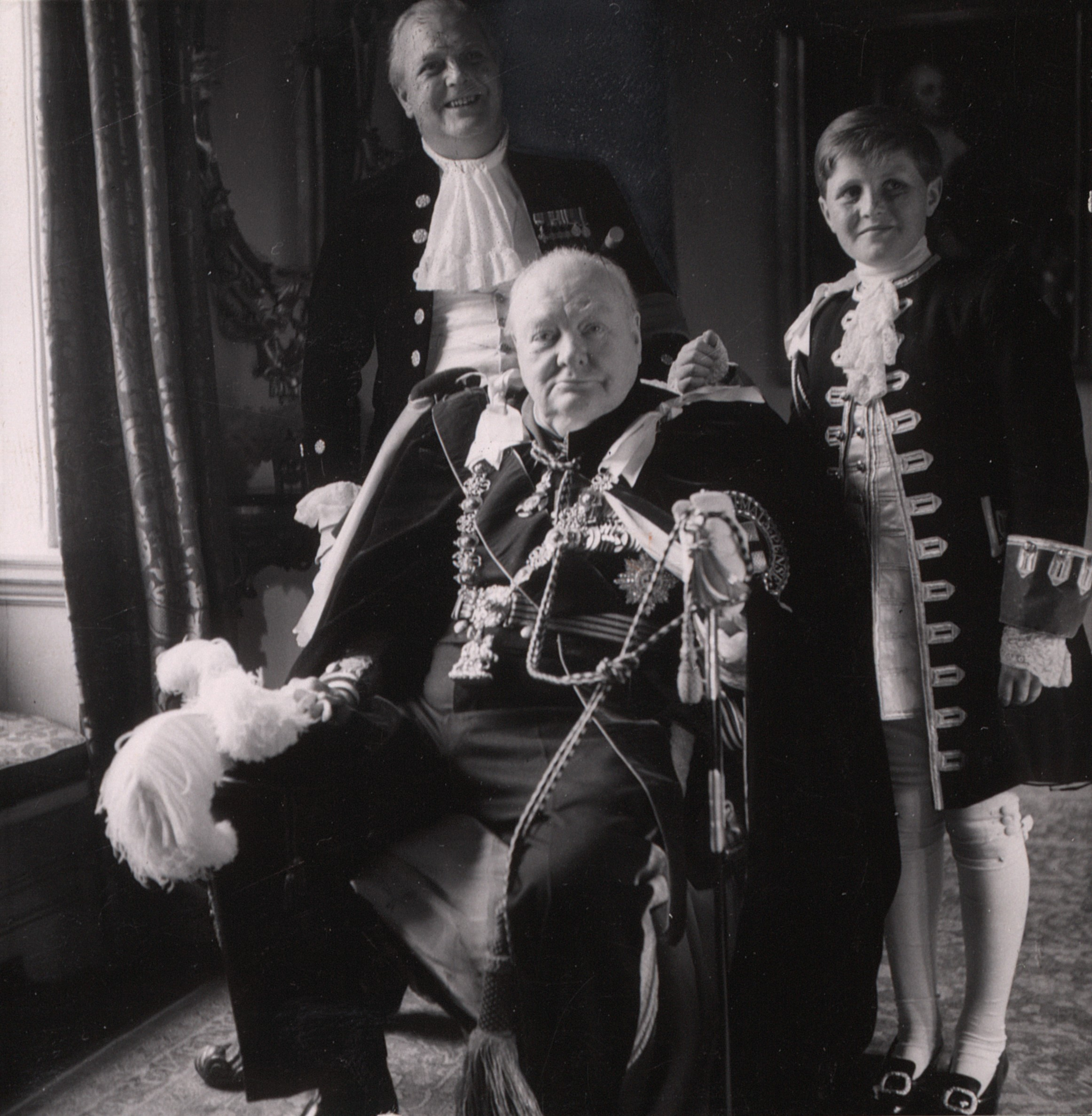
Winston Churchill premier van het Verenigd Koninkrijk in de Tweede Wereldoorlog

- Winston Churchill werd premier van het Verenigd Koninkrijk op 10 mei 1940, toen nazi-Duitsland de Lage Landen en Frankrijk binnenviel. Hij gaf enkele hartstochtelijke en stevige speeches, onder andere de "I have nothing to offer but blood, toil, tears and sweat"-toespraak en werd hiermee de gevestigde oorlogsleider van het Verenigd Koninkrijk. Hij was vastberaden door te vechten tot de laatste man en was een anti-fascist maar ook een anticommunist. Hij beschouwde allebei als de ergste vorm van regering. Samen met Roosevelt ondertekende hij het 'Atlantic Charter' en zorgde ervoor dat Groot-Brittannië bleef doorvechten. Op de conferentie van Potsdam in juli 1945 werd hij vervangen door Clement Attlee, die Churchill opgevolgd was als premier van het Verenigd Koninkrijk.
- Alan Brooke was vanaf 1942 chef van de Imperiale Generale Staf, de hoogste militaire leiding in het Verenigd Koninkrijk. Hij vocht bij Duinkerken als generaal van het 2e Legerkorps en wist een belangrijke bijdrage te leveren aan de evacuatie aldaar. Hij kreeg na de evacuatie de moeilijke taak om het thuisfront te verdedigen.
- Harold Alexander
- Hugh Dowding
- Lord Gort
- Bernard Montgomery
- Arthur Harris
- Clement Attlee
- Archibald Wavell

## Republiek China

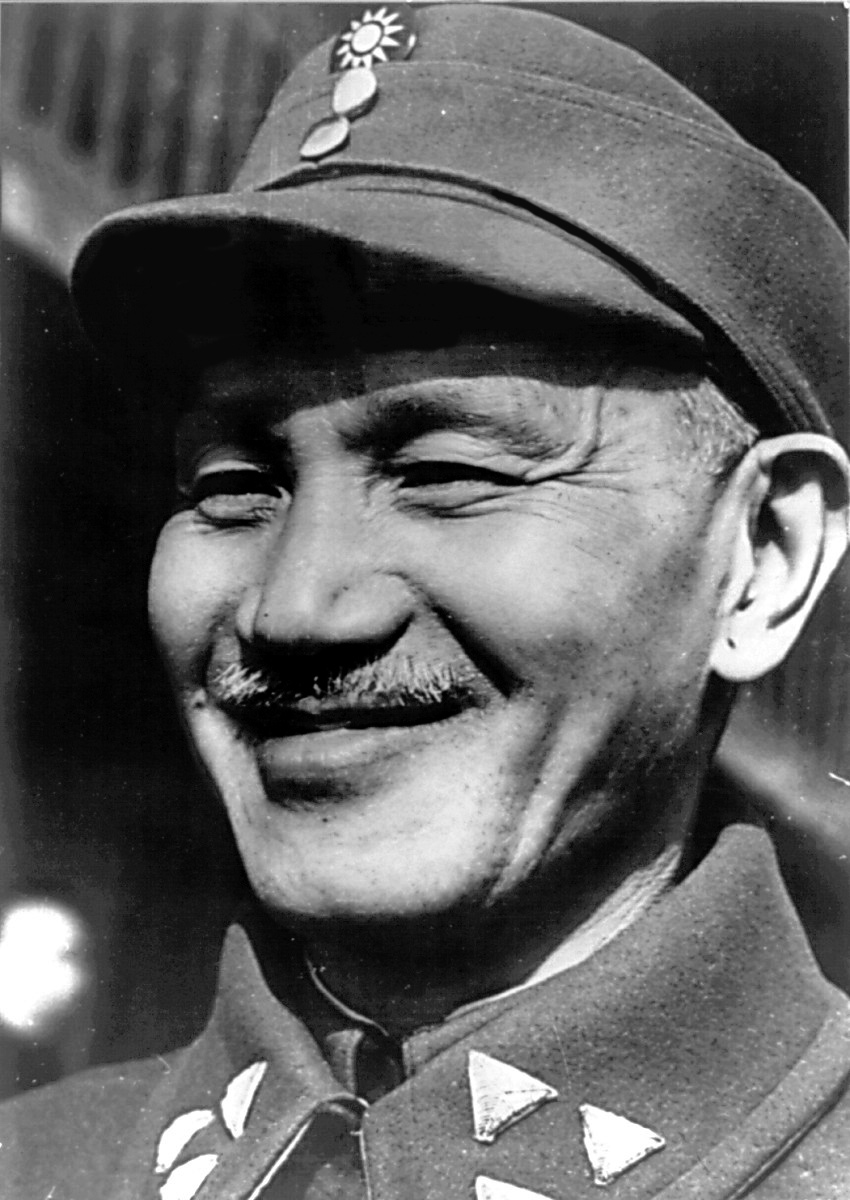
Chiang Kai-shek, de leider van de Kwomintang, de nationalistische partij van China, hij leidde het grootste deel van China in de oorlog tegen de Japanners

- Chiang Kai-Shek
- Zhang Xueliang
- Chen Cheng
- Yan Xishan
- Bai Chonxi
- Li Zongren
- Long Yun

### Chinese communistische partij
- Mao Zedong werd de leider van de partij nadat hij in de Lange Mars de communisten succesvol naar een nieuwe thuishaven had geleid. Door zijn guerrillatactieken had hij veel succes tegen de legers van de nationalisten onder leiding van Chiang Kai-shek. Door het verraad van een van de generaals van Chiang werd Chiang gevangengenomen en kon er een gezamenlijk front opgericht worden tegen de agressie van Japan. Mao Zedong vocht met zijn leger met succes tegen de Japanners en kon zo geleidelijk aan zijn grip op het Chinese vasteland verstevigen. Hij kreeg veel steun van de boeren en na de Tweede Wereldoorlog was dit een van de beslissende factoren in het winnen van de burgeroorlog.
- Zhou Enlai
- Deng Xiaoping

## Keizerrijk Ethiopië
- Haile Selassie, Keizer van Ethiopië, was de leider van deze natie. Hij voerde een hopeloze strijd tegen de Italianen in 1935-6, en leefde vanaf 1936 in ballingschap. Hij keerde terug in 1941, toen zijn land bevrijd was door een multinationale troepenmacht van de geallieerden.

## Derde Franse Republiek

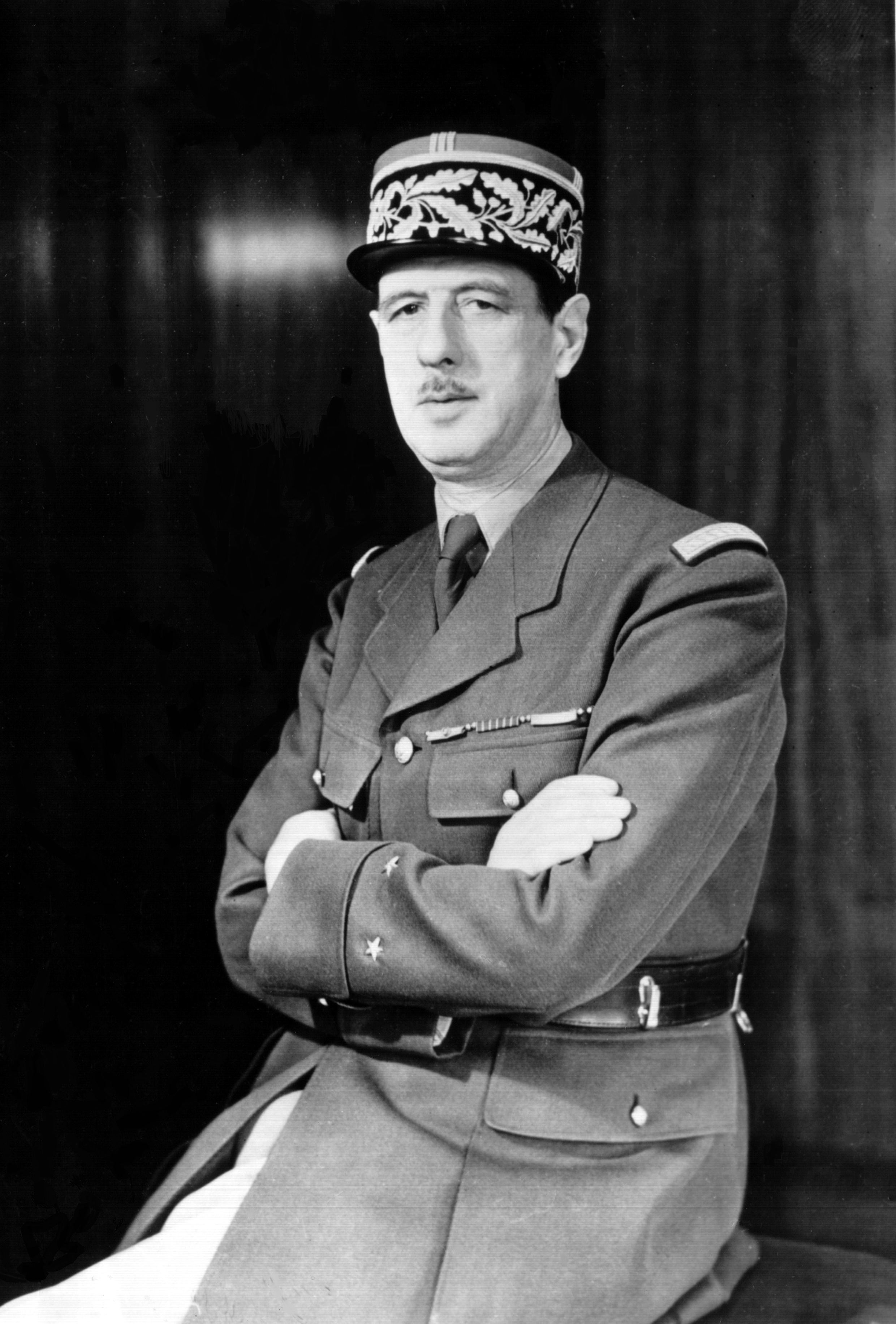
Charles de Gaulle, leider van de Vrije Fransen en latere president van Frankrijk

- Albert Lebrun
- Édouard Daladier
- Paul Reynaud
- Maurice Gamelin
- Maxime Weygand

### Vrije Fransen
- Charles de Gaulle
- Philippe Leclerc de Hauteclocque
- Henri Giraud
- Alphonse Juin
- Marie Pierre Koenig
- Jean de Lattre de Tassigny

## Koninkrijk Griekenland
- Koning George II
- Ioannis Metaxas
- Alexander Papagos

## Koninkrijk Italië(na 1943)
- Koning Victor Emanuel III
- Pietro Badoglio

## Koninkrijk Joegoslavië
- Peter II was vanaf 1934 koning van Joegoslavië, maar vanwege zijn leeftijd werd zijn oom, Prins Paul, aangewezen als regent. Onder druk tekende Peter II het Anti-Kominternpact en werd Joegoslavië een van de asmogendheden. Dit leidde tot veel protesten van de bevolking en van de legerleiding. Die waren pro-Brits en hadden onder andere hun onafhankelijkheid en de eenheid van de staat te danken aan de Britten en Fransen. Ze voerden een coup d'état uit. Prins Paul werd afgezet en Koning Peter kreeg meer macht en stapte meteen uit het pact. De Duitsers besloten hierop Joegoslavië te bezetten en de Italianen te helpen in Griekenland.
- Josip Broz Tito was leider van de communisten in Joegoslavië. Hij vocht met de partizanen en werd hun leider. Door de voordelen van het land, met name de geografie, in zijn voordeel te gebruiken kon hij de Duitsers het leven zuur maken. Hij kreeg steeds meer van het land in handen en de Duitsers hadden veel moeite met de partizanen omdat ze goed georganiseerd waren. De andere partizanenpartij, de Četniks, werden door de Duitsers gebruikt om de communisten uit te schakelen. Doordat Tito sterker was door onder andere geallieerde hulp versloeg hij deze en de Duitsers. In 1944 sloot hij een verbond met de koning, dat deze weer terug zou keren als staatshoofd, maar na de bevrijding in 1945 werd dit plan afgeschaft door een meerderheid van communisten en werd Tito leider van Joegoslavië.
- Draža Mihailović was de leider van de Četniks. Hij organiseerde het andere deel van het verzet. Zijn beweging bestond uit verschillende groeperingen, maar vooral uit Serviërs die ook nog monarchisten waren, terwijl de communisten ook andere bevolkingsgroepen toelieten. Mihajlovic sloot een verbond met de Duitsers tegen de communisten, wat fataal voor hem bleek te zijn. Aan het eind van de oorlog werd hij gevangengenomen door de communisten, berecht, ter dood veroordeeld en geëxecuteerd.

## Groothertogdom Luxemburg
- Charlotte van Luxemburg
- Pierre Dupong
- Joseph Bech

## Mexico
- Manuel Avila Camacho

## Koninkrijk der Nederlanden
- Wilhelmina der Nederlanden
- Pieter Sjoerds Gerbrandy
- Henri Winkelman
- Conrad Helfrich

## Noorwegen
- Haakon VII van Noorwegen
- Johan Nygaardsvold
- Otto Ruge

## Panama
- Ricardo Adolfo de la Guardia Arango

## Honduras
- Tiburcio Carias Andino

## Tweede Poolse Republiek
- Ignacy Mościcki
- Edward Rydz-Śmigły
- Stanisław Sosabowski

### Poolse Geheime Staat
- Władysław Raczkiewicz
- Władysław Sikorski
- Władysław Anders
- Tadeusz Bór-Komorowski

## Sovjet-Unie
- Jozef Stalin
- Michail Kalinin
- Vjatsjeslav Molotov
- Georgi Zjoekov
- Vasily Chuikov
- Leonid Govorov
- Ivan Konev
- Konstantin Rokossovski
- Boris Sjaposjnikov
- Semjon Timosjenko

## Saoedi-Arabië
- Ibn Saud

## Tsjechoslowakije
- Edvard Benes was de leider van de Tsjechoslowaakse regering in ballingschap. Vanaf 1935 tot aan 1938 was hij president van Tsjechoslowakije. In 1940 was hij weer leider, maar toen in London. Na de Tweede Wereldoorlog keerde hij terug naar Tsjechoslowakije en werd president van 1945 tot 1948, toen hij werd vermoord door communisten die de macht overnamen.

- Ludvik Svoboda leidde de Tsjechoslowaakse divisies die onder de geallieerden vochten. Ze vochten voornamelijk in Noord-Afrika en Europa.

## Verenigde Staten van Amerika
- Franklin Delano Roosevelt
- Dwight David Eisenhower
- George C. Marshall
- Harry S. Truman